# Chaumuzy
Chaumuzy ist eine französische Gemeinde mit 348 Einwohnern (Stand: 1. Januar 2022) im Département Marne in der Region Grand Est (vor 2016: Champagne-Ardenne). Sie gehört zum Arrondissement Reims und zum Kanton Dormans-Paysages de Champagne.

## Geographie
Chaumuzy liegt etwa 15 Kilometer südwestlich von Reims an der Ardre. Umgeben wird Chaumuzy von den Nachbargemeinden Bligny im Norden, Bouilly und Courmas im Nordosten, Marfaux im Osten, Pourcy im Osten und Südosten, Nanteuil-la-Forêt im Südosten, Fleury-la-Rivière im Süden, Belval-sous-Châtillon im Südwesten, La Neuville-aux-Larris und Champlat-et-Boujacourt im Westen sowie Romigny im Westen.

## Bevölkerungsentwicklung
| Jahr                       | 1962 | 1968 | 1975 | 1982 | 1990 | 1999 | 2006 | 2018 |
| Einwohner                  | 352  | 345  | 311  | 332  | 327  | 315  | 314  | 387  |
| Quellen: Cassini und INSEE |      |      |      |      |      |      |      |      |

## Sehenswürdigkeiten

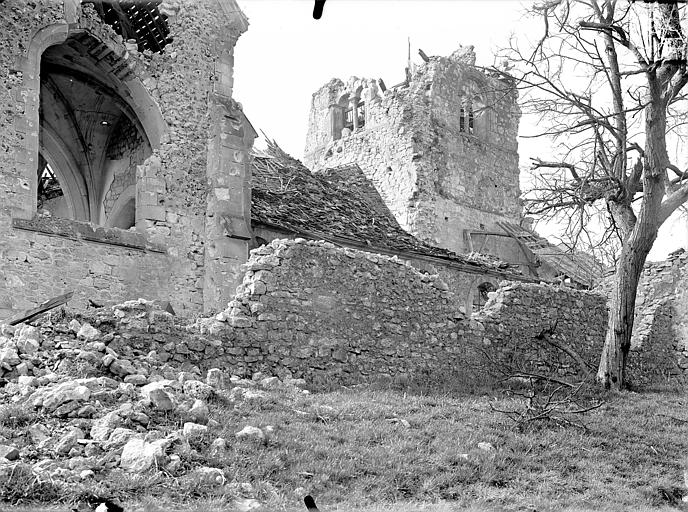
Im Ersten Weltkrieg zerstörte Nordfassade der Kirche Saint-Cancien (1914)

- Kirche Saint-Cancien